# Hahneckkogel
Hahneckkogel är ett berg i Österrike.   Det ligger i distriktet Zell am See och förbundslandet Salzburg, i den centrala delen av landet, 280 km väster om huvudstaden Wien. Toppen på Hahneckkogel är 1 618 meter över havet.
Terrängen runt Hahneckkogel är huvudsakligen bergig. Närmaste större samhälle är Saalfelden am Steinernen Meer, 12,2 km norr om Hahneckkogel. 
I omgivningarna runt Hahneckkogel växer i huvudsak blandskog. Runt Hahneckkogel är det ganska glesbefolkat, med 34 invånare per kvadratkilometer.